# Såtonskärs harun
Såtonskärs harun är en ö i Finland. De ligger i Skärgårdshavet och i kommunen Pargas i den ekonomiska regionen  Åboland i landskapet Egentliga Finland, i den sydvästra delen av landet. Öarna ligger omkring 76 kilometer sydväst om Åbo och omkring 200 kilometer väster om Helsingfors.
Arean för den av öarna koordinaterna pekar på är 1,9 hektar och dess största längd är 210 meter i sydväst-nordöstlig riktning. Ön höjer sig omkring 20 meter över havsytan.